# Razi-Universität
Die Razi-Universität (persisch دانشگاه رازی) ist eine staatliche Hochschule in der Stadt Kermānschāh im Westiran. Sie trägt den Namen des persischen Wissenschaftlers, Schriftstellers und Philosophen Al-Razi.
Die Universität wurde 1972 gegründet und hat heute sechs Fakultäten (Naturwissenschaften, Geisteswissenschaften, Agrarwissenschaft, Ingenieurwesen, Sport, Veterinärmedizin) mit insgesamt etwa 15000 Studenten.

## Weblink
- Offizielle Internetpräsenz der Universität (persisch, englisch)